# Wolfgang Lutz (Mediziner)
Wolfgang Lutz (* 27. Mai 1913 in Linz, Österreich-Ungarn; † 17. September 2010 in Graz) war ein österreichischer Arzt und Ernährungswissenschaftler. Nach ihm wurde die Lutz-Diät benannt.

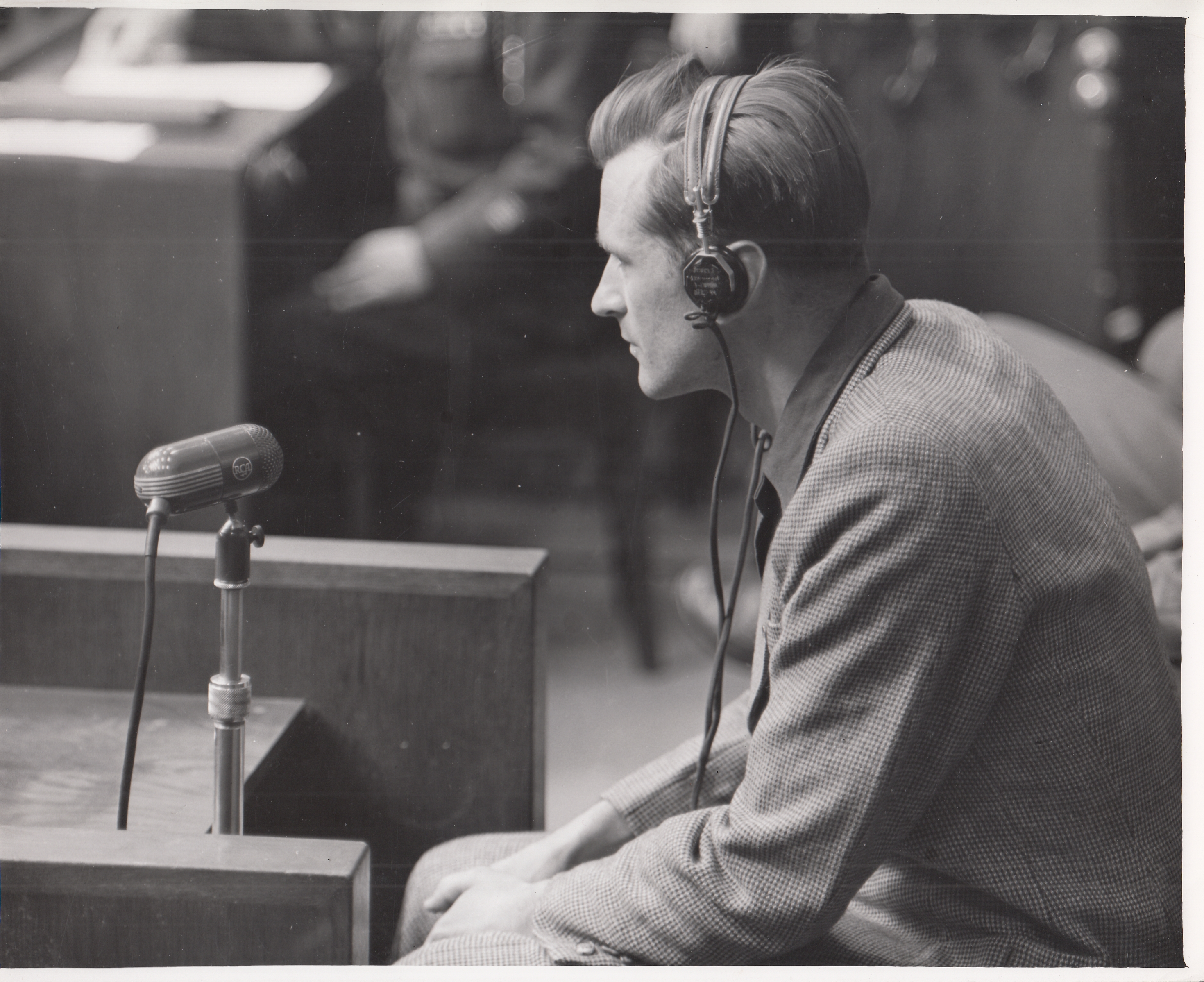
Lutz als Zeuge beim Nürnberger Ärzteprozess 1946

## Leben
Wolfgang Lutz studierte Medizin in Wien und Innsbruck und wurde 1943 an der Wiener Universität habilitiert. Im Dezember 1935 trat er der SS bei. Nach dem Zweiten Weltkrieg arbeitete er als Internist in Salzburg.
Wie er in seinem Buch Leben ohne Brot berichtet, zog er sich mit den Jahren eine ganze Reihe von gesundheitlichen Problemen zu, u. a. eine Hüftarthrose, chronische Polyarthritis und ein Erschöpfungssyndrom. Nach seinen Aussagen konnte er diese Beschwerden allein durch die Umstellung auf eine kohlenhydratarme Diät mit 6 Broteinheiten pro Tag (ca. 72 Gramm Kohlenhydrate) heilen bzw. deren Fortschreiten zum Stillstand bringen.
In den Jahren 1950 bis 1960 entwickelte er seine Lutz-Diät, einen Vorgänger der etwa zehn Jahre später veröffentlichten Atkins-Diät. Bei der Lutz-Diät handelt es sich um eine fettreiche und kohlenhydratreduzierte Low-Carb-Diät. Lutz entwickelte daraufhin eine allgemeine Theorie, die er in verschiedenen Publikationen und in seinem Buch Leben ohne Brot 1967 veröffentlichte.
Lutz erhielt für sein Werk Auszeichnungen der Royal Society of Medicine sowie im Jahr 2007 den Freedom of the City of London Award und war Ehrenprofessor der Metropolitan University of Dublin, Irland. Er hatte fünf Kinder und lebte während der letzten Jahrzehnte seines Lebens mit seiner dritten Frau Helen Paula in London und Graz.
Wolfgang Lutz behauptete, während seiner 40-jährigen Praxiszeit mehr als 10.000 Patienten mit seiner Diät behandelt und zahlreiche chronische Erkrankungen damit geheilt zu haben, unter anderem Morbus Crohn, Colitis ulcerosa, Magenerkrankungen, Gicht, Metabolisches Syndrom, Epilepsie und Multiple Sklerose.

## Schriften
- Leben ohne Brot. Die wissenschaftlichen Grundlagen der kohlenhydratarmen Diät. 16. Auflage. 2007, ISBN 3-88760-100-9.
- Die Lutz-Diät. Kerngesund und schlank – endlich ohne zu hungern. 1986, ISBN 3-7205-1395-5.
- Cholesterin und tierische Fette. Ein Versuch zur Neubewertung. Planegg 1988, ISBN 3-927290-01-7.
- mit Jürgen Schole: Regulationskrankheiten: Versuch einer fachübergreifenden Analyse. Stuttgart 1988, ISBN 3-432-97141-9.
- Kranker Magen – Kranker Darm. 1995, ISBN 3-88760-080-0 (Online-Version).